# Lechówek
Lechówek – wieś w Polsce położona w województwie świętokrzyskim, w powiecie kieleckim, w gminie Łagów.
| SIMC    | Nazwa      | Rodzaj    |
| ------- | ---------- | --------- |
| 0247657 | Łazki      | część wsi |
| 0247663 | Stara Wieś | część wsi |

W latach 1975–1998 miejscowość administracyjnie należała do województwa kieleckiego.
Przez wieś przechodzi  niebieski szlak turystyczny z Wału Małacentowskiego do kapliczki św. Mikołaja.

## Historia
Wieś ta była prawdopodobnie kolonią Lechowa, zważając na jej dawną nazwę Lechow minor (nazwa wielokrotnie ulegała zmianie, najpierw w 1374 na Lechovecz a później w 1441 na Lechov parva). Długosz opisuje miejscowość jako własność biskupów krakowskich.